# Foix Germána aragóniai királyné
Germaine Ursule de Foix (magyarosan Foix Germána Orsolya vagy Ursula, spanyolul: Úrsula Germana de Foix; Mazères, Francia Királyság, 1488 körül – Llíria, Valenciai Királyság, 1536. október 15.), kora újkori francia nemesasszony a Foix–Grailly-házból, aki II. Ferdinánd aragóniai király második feleségeként Aragónia, valamint Nápoly és Szicília királynéja 1505-től, majd Navarra királynéja 1512-től hitvese 1516-ban bekövetkezett haláláig. Még két alkalommal házasodott: másodjára 1519-ben Brandenburgi János valenciai alkirállyal, majd 1526-ban Ferdinánd, Calabria hercegével. Egyetlen gyermeke, János herceg harmadik férjétől származott, ám még születése napján elhunyt.
Germána széles rokoni kapcsolatokkal rendelkezett a korai újkori Európában: nagybátyja XII. Lajos francia király, nagynénje Aragóniai Beatrix magyar királyné voltak, míg elsőfokú-unokatestvérei között találjuk Bretagne-i Anna francia, valamint Candale-i Anna magyar királynét is. Egyes – bizonyítást nem nyert – feltételezések szerint Germánának született egy leánya, Izabella, akinek édesapja Germána mostohaunokája, V. Károly német-római császár volt.

## Élete

Germána királyné címere

Apja, Foix János navarrai királyi herceg, Narbonne algrófja és navarrai trónkövetelő I. Eleonóra navarrai királynőnek, II. (Katolikus) Ferdinánd aragón király féltestvérének volt a harmadszülött fia, akinek a révén Germána királyné az első férjének, II. (Katolikus) Ferdinándnak a nagyunokahúga volt. Anyja Valois Mária orléans-i hercegnő, XII. Lajos francia király nővére volt. Egy öccse született, Foix Gaston herceg. Germána navarrai királyi hercegnőként látta meg a napvilágot, és beleszületett a navarrai polgárháborúba, mely apja és I. (Foix) Katalin navarrai királynő között folyt, de apjának nem sikerült megszereznie a navarrai trónt.
Germána hercegnő korán árvaságra jutott, és ezért nagybátyjának, a francia királynak az udvarába került, ahol együtt nevelkedett másik korán árvaságra jutott unokatestvérével, Candale-i Annával közös unokatestvérük, a francia királyné, Bretagne-i Anna felügyelete alatt. II. Ulászlónak Germána és Anna kezét ajánlotta fel a francia király szövetség fejében, akik közül a magyar király Annát választotta 1502-ben, így Germána nem lett magyar királyné, de valószínűleg csak a zsenge életkora miatt, mert Ulászló mindkét arajelöltet nagyon csinosnak találta.
1505. október 19-én Blois-ban végül Germánát is eljegyezték (blois-i szerződés). Spanyol nagybátyja, az aragón király és kasztíliai régens, valamint a frissen nápolyi királlyá avanzsált és nemrég megözvegyült Ferdinánd kérte meg a kezét a francia nagybácsitól, XII. Lajostól. A házassági szerződés Habsburg-ellenes éllel jött létre, hogy fiú utódok nemzésével Aragóniai Ferdinánd kitúrja vejét, Szép Fülöp osztrák főherceget Hispániából, de legalábbis örökölt királyságából, Aragóniából, a franciák pedig a Habsburg-gyűrűből szerettek volna így kiszabadulni. A menyasszony hozománya a Nápolyi Királyság volt. A házasság 1506. március 22-én a valenciai Déniában köttetett meg, mikor II. Ferdinánd leánya, Őrült Johanna és veje Szép Fülöp útban volt Hispánia felé, hogy elfoglalja a kasztíliai trónt. Katolikus Ferdinánd visszavonult örökölt királyságaiba, így Hispánia két nagy királyságának útjai újból elváltak egy kis időre egymástól.
II. (Aragóniai) Ferdinánd újdonsült nejét elvitte „nászútra” a felesége kezével szerzett királyságába, Nápolyba. Ekkor Germána és férje személyesen is találkozott Aragóniai Beatrix magyar királynéval.
A házasságból egyetlen gyermek, egy fiú, János infáns született 1509-ben, aki csak pár órát élt. A házaspár minden praktikát és szert bevetett az utódnemzés érdekében, de több gyermek nem származott a házasságukból, így II. Ferdinánd reménye szertefoszlott, hogy Aragóniát saját dinasztiája uralma alatt tartsa, és az ne kerüljön a Habsburgok kezébe.

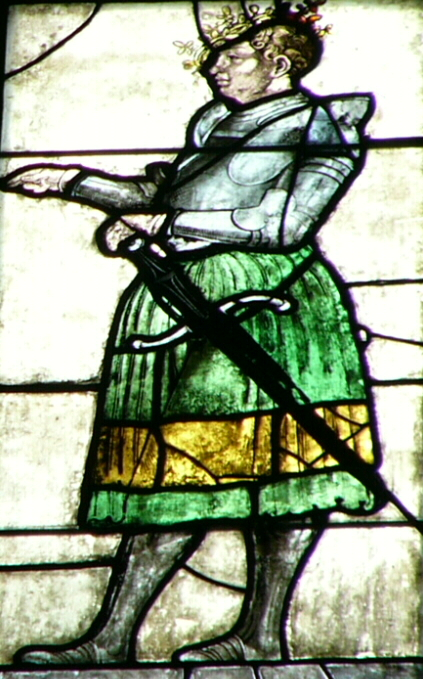
Brandenburgi János, Germána 2. férje, Hans Süß ábrázolása a nürnbergi Szent Sebald templom egyik ablakában, 1515

Germána királyné nagyon jó viszonyban volt férje unokájával, a nagyapja udvarában nevelkedő, nála 10-15 évvel fiatalabb Habsburg Ferdinánddal, akit nagyapja spanyolként nevelt fel, és szívesen látott volna a kasztíliai és aragón trónon a másik Habsburg-unokája, az idősebb és Hispánián kívül nevelkedő Károly helyett.
A baszk Loyolai Szent Ignác a baszk-navarrai hercegnőnek született Germána királyné apródja volt.
1512-ben Aragóniai Ferdinánd a felesége jogaira hivatkozva megszállta Navarrát, és elűzte Germána unokatestvérét, I. (Foix) Katalin navarrai királynőt a családjával együtt Navarra Pireneusokon túli kis csücskébe, Alsó-Navarrába. A „spanyol egység” ezzel a megszállással vált teljessé.
1516-ban Germána megözvegyült, és a „mostohaunokája”, az elhunyt férjének, Aragóniai Ferdinándnak az utóda, az anyja, Őrült Johanna nevében a régensséget átvevő Habsburg Károly 1519-ben feleségül adta őt egyik német hívének, Brandenburgi Jánosnak, aki Germána egykori férjjelöltjének, II. Ulászló magyar királynak volt az unokaöccse. Az ő bátyja volt Brandenburgi György, aki II. Ulászló kedvenc unokaöccseként és II. Lajos magyar király gyámjaként hosszú ideig a magyar udvarban élt. 1520-ban Károly magával vitte Germánát a német királyi koronázására, Aachenbe, útközben megállva egy angliai villámlátogatásra VIII. Henrik angol király udvarában, akinek a felesége, Aragóniai Katalin Germána első férjének, Katolikus Ferdinándnak volt a legkisebb leánya.
Második férjének halála (1525) után harmadszorra az első férje és a francia nagybátyja által 1501-ben trónfosztott nápolyi király, IV. Frigyes fiához, Ferdinándhoz, Calabria hercegéhez ment feleségül 1526-ban. Egyik házasságából sem született újabb gyermeke. A végrendelete szerint állítólag mostohaunokájától, a nála 8–12 évvel fiatalabb V. Károly német-római császártól titokban egy leánya született, akit Izabellának nevezett el, és aki infánsnőként volt számon tartva. Károly császár végül kinevezte „mostohanagyanyját” Valencia kormányzójává, itt élt  haláláig.

## Gyermekei
- 1. férjétől, II. Ferdinánd (1452–1516) aragón királytól, 1 fiú:
  - János (Valladolid, 1509. május 3.[5] – Valladolid, 1509. május 3.[5]), Girona hercege,[6] aragón trónörökös
- 2. férjétől, Brandenburgi János (1493–1525) valenciai alkirálytól, nem születtek gyermekei
- 3. férjétől, Aragóniai Ferdinánd (1488–1550) calabriai hercegtől, IV. Frigyes nápolyi király és Balzo Izabella andriai hercegnő fiától, nem születtek gyermekei
- Állítólagos házasságon kívüli kapcsolatából V. Károly (1500–1558) német-római császártól:[7]
  - Izabella (1518–1537) kasztíliai királyi hercegnő (infánsnő)